# Johannes Schöner
Johannes Schöner (Karlstadt am Main, 16 de enero de 1477 - Núremberg, 16 de enero de 1547) (también conocido como Johann Schönner, Johann Schoener, Jean Schönner, Joan Schoenerus) fue un renombrado astrónomo, astrólogo, geógrafo, cosmógrafo, cartógrafo, matemático, inventor de instrumentos científicos, editor de ensayos científicos y sacerdote alemán.

## Semblanza
Durante su vida gozó de una gran reputación en Europa como influyente e innovador cosmógrafo, elaborador de mapas del globo terrestre y como astrólogo. Hoy en día se le recuerda como pionero en la elaboración de mapas de globos terrestres y por su papel significativo en los antecedentes que condujeron a la publicación de "De revolutionibus orbium coelestium" de Copérnico en Núrenberg en 1543.
Schöner publicó su primer mapa del globo terrestre en 1515.

## Imágenes
|  |  |  |